# Love's Penalty
Love's Penalty er en amerikansk stumfilm fra 1921 af John Gilbert.

## Medvirkende
- Hope Hampton som Janis Clayton
- Irma Harrison som Sally Clayton
- Mrs. Phillip Landau som Martha Clayton
- Percy Marmont som Steven Saunders
- John B. O'Brien som Bud Gordon
- Virginia Valli som Mrs. Steven Saunders
- Douglas Redmond
- Charles Lane som John Kirchway
- Mrs. L. Faure som Natalie